# ATC C10 – A szérum-lipidszintet csökkentő szerek
Az ATC C10 – A szérum-lipidszintet csökkentő szerek a gyógyszerek anatómiai, gyógyászati és kémiai osztályozási rendszerének (ATC) egyik alcsoportja.
| ATC C   | Kardiovaszkuláris rendszer               |
| ------- | ---------------------------------------- |
| ATC C01 | Szívre ható szerek                       |
| ATC C02 | Vérnyomáscsökkentők                      |
| ATC C03 | Diuretikumok                             |
| ATC C04 | Perifériás értágítók                     |
| ATC C05 | Vazoprotektív szerek                     |
| ATC C07 | Béta-receptor-blokkolók                  |
| ATC C08 | Kalciumcsatorna-blokkolók                |
| ATC C09 | Renin-angiotenzin rendszerre ható szerek |
| ATC C10 | Szérum lipidszintet csökkentő szerek     |

## C10A 	Koleszterin- és triglicerid-csökkentő szerek

### C10AAHMG-CoA-reduktáz gátlók
| ATC     | Magyar        | INN          | Gyógyszerkönyv         |
| ------- | ------------- | ------------ | ---------------------- |
| C10AA01 | Szimvasztatin | Simvastatin  | Simvastatinum          |
| C10AA02 | Lovasztatin   | Lovastatin   | Lovastatinum           |
| C10AA03 | Pravasztatin  | Pravastatin  | Pravastatinum natricum |
| C10AA04 | Fluvasztatin  | Fluvastatin  |                        |
| C10AA05 | Atorvasztatin | Atorvastatin |                        |
| C10AA06 | Cerivasztatin | Cerivastatin |                        |
| C10AA07 | Rozuvasztatin | Rosuvastatin |                        |
| C10AA08 | Pitavasztatin | Pitavastatin |                        |

### C10AB Fibrátok
| ATC     | Magyar              | INN                  | Gyógyszerkönyv |
| ------- | ------------------- | -------------------- | -------------- |
| C10AB01 | Klofibrát           | Clofibrate           | Clofibratum    |
| C10AB02 | Bezafibrát          | Bezafibrate          | Bezafibratum   |
| C10AB03 | Alumínium klofibrát | Aluminium clofibrate |                |
| C10AB04 | Gemfibrozil         | Gemfibrozil          | Gemfibrozilum  |
| C10AB05 | Fenofibrát          | Fenofibrate          | Fenofibratum   |
| C10AB06 | Szimfibrát          | Simfibrate           |                |
| C10AB07 | Ronifibrát          | Ronifibrate          |                |
| C10AB08 | Ciprofibrát         | Ciprofibrate         | Ciprofibratum  |
| C10AB09 | Etofibrát           | Etofibrate           |                |
| C10AB10 | Klofibrid           | Clofibride           |                |
| C10AB11 | Kolin fenofibrát    | Choline fenofibrate  |                |

### C10ACEpesavkötő gyanták
| ATC     | Magyar        | INN           | Gyógyszerkönyv |
| ------- | ------------- | ------------- | -------------- |
| C10AC01 | Kolesztiramin | Colestyramine | Colestyraminum |
| C10AC02 | Kolesztipol   | Colestipol    |                |
| C10AC03 | Kolextrán     | Colextran     |                |
| C10AC04 | Kolezevelám   | Colesevelam   |                |

### C10AD Nikotinsav és származékai
| ATC     | Magyar               | INN                                 | Gyógyszerkönyv     |
| ------- | -------------------- | ----------------------------------- | ------------------ |
| C10AD01 | Niceritrol           | Niceritrol                          |                    |
| C10AD02 | Niacin               | Nicotinic acid                      | Acidum nicotinicum |
| C10AD03 | Nikofuranóz          | Nicofuranose                        |                    |
| C10AD04 | Alumínium-nikotinát  | Aluminium nicotinate                |                    |
| C10AD05 | Nikotinalkohol       | Nicotinyl alcohol (pyridylcarbinol) |                    |
| C10AD06 | Acipimox             | Acipimox                            |                    |
| C10AD52 | Niacin kombinációban | Niacin kombinációban                |                    |

### C10AX Egyéb koleszterin- és triglicerid-csökkentő szerek
| ATC     | Magyar                                 | INN                                       | Gyógyszerkönyv             |
| ------- | -------------------------------------- | ----------------------------------------- | -------------------------- |
| C10AX01 | Dextrotiroxin                          | Dextrothyroxine                           |                            |
| C10AX02 | Probukol                               | Probucol                                  |                            |
| C10AX03 | Tiadenol                               | Tiadenol                                  |                            |
| C10AX04 | Benfluorex                             | Benfluorex                                | Benfluorexi hydrochloridum |
| C10AX05 | Meglutol                               | Meglutol                                  |                            |
| C10AX06 | Omega-3 zsírsavak                      | Omega-3-triglycerides                     |                            |
| C10AX07 | Magnézium-piridoxál-5-foszfát-glutamát | Magnesium pyridoxal 5-phosphate glutamate |                            |
| C10AX08 | Polikozanol                            | Policosanol                               |                            |
| C10AX09 | Ezetimib                               | Ezetimibe                                 |                            |
| C10AX10 | Alipogén tiparvovek                    | Alipogene tiparvovec                      |                            |
| C10AX11 | Mipomerszen                            | Mipomersen                                |                            |

## C10B Koleszterin- és triglicerid-csökkentő szerek kombinációi

### C10BA HMG CoA reduktáz gátlók kombinációban egyéb lipid-módosító szerekkel
| ATC     | Magyar                      | INN                         | Gyógyszerkönyv |
| ------- | --------------------------- | --------------------------- | -------------- |
| C10BA01 | Lovasztatin és niacin       | Lovasztatin és niacin       |                |
| C10BA02 | Szimvasztatin és ezetimib   | Szimvasztatin és ezetimib   |                |
| C10BA03 | Pravasztatin és fenofibrát  | Pravasztatin és fenofibrát  |                |
| C10BA04 | Szimvasztatin és fenofibrát | Szimvasztatin és fenofibrát |                |
| C10BA05 | Atorvasztatin és ezetimib   | Atorvasztatin és ezetimib   |                |
| C10BA06 | Rozuvasztatin és ezetimib   | Rozuvasztatin és ezetimib   |                |

### C10BXHMG CoA reduktáz gátlók egyéb kombinációi
C10BX01 Szimvasztatin és acetilszalicilsav
C10BX02 Pravasztatin és acetilszalicilsav
C10BX03 Atorvasztatin és amlodipin
C10BX04 Szimvasztatin, acetilszalicilsav és ramipril
C10BX05 Rozuvasztatin és acetilszalicilsav
C10BX06 Atorvasztatin, acetilszalicilsav  és ramipril
C10BX07 Rozuvasztatin, amlodipine és lizinopril
C10BX08 Atorvasztatin és acetilszalicilsav
C10BX09 Rozuvasztatin és amlodipine